# La Machine (Nièvre)
La Machine és un municipi francès, situat a la regió de Borgonya - Franc Comtat, al departament del Nièvre. El 2019 tenia 3.240 habitants.

## Agermanament
- Stronie Śląskie, Polònia[2]